# New Effington
New Effington és una població dels Estats Units a l'estat de Dakota del Sud. Segons el cens del 2000 tenia 233 habitants.

## Demografia
Segons el cens del 2000, New Effington tenia 233 habitants, 105 habitatges, i 59 famílies. La densitat de població era de 346 habitants per km².
Dels 105 habitatges en un 23,8% hi vivien nens de menys de 18 anys, en un 46,7% hi vivien parelles casades, en un 7,6% dones solteres, i en un 42,9% no eren unitats familiars. En el 41% dels habitatges hi vivien persones soles el 28,6% de les quals corresponia a persones de 65 anys o més que vivien soles. El nombre mitjà de persones vivint en cada habitatge era de 2,22 i el nombre mitjà de persones que vivien en cada família era de 3,08.
Per edats la població es repartia de la següent manera: un 25,8% tenia menys de 18 anys, un 6% entre 18 i 24, un 20,2% entre 25 i 44, un 18,5% de 45 a 60 i un 29,6% 65 anys o més.
L'edat mediana era de 42 anys. Per cada 100 dones de 18 o més anys hi havia 80,2 homes.
La renda mediana per habitatge era de 20.909 $ i la renda mediana per família de 28.125 $. Els homes tenien una renda mediana de 20.313 $ mentre que les dones 18.125 $. La renda per capita de la població era de 16.055 $. Entorn de l'11,1% de les famílies i el 22,1% de la població estaven per davall del llindar de pobresa.

## Poblacions més properes
El següent diagrama mostra les poblacions més properes.